# Villa Park (Califòrnia)
Villa Park és una ciutat del Comtat d'Orange (Califòrnia). Segons el cens del 2000 tenia 5.999 habitants.

## Demografia
Segons el cens del 2000, Villa Park tenia 5.999 habitants, 1.950 habitatges, i 1.764 famílies. La densitat de població era de 1.097,7 habitants/km².
Dels 1.950 habitatges en un 34,4% hi vivien nens de menys de 18 anys, en un 82,1% hi vivien parelles casades, en un 6,1% dones solteres, i en un 9,5% no eren unitats familiars. En el 7,9% dels habitatges hi vivien persones soles el 4,3% de les quals corresponia a persones de 65 anys o més que vivien soles. El nombre mitjà de persones vivint en cada habitatge era de 3,07 i el nombre mitjà de persones que vivien en cada família era de 3,22.
Per edats la població es repartia de la següent manera: un 24,7% tenia menys de 18 anys, un 6,5% entre 18 i 24, un 21,2% entre 25 i 44, un 32,9% de 45 a 60 i un 14,8% 65 anys o més.
L'edat mediana era de 44 anys. Per cada 100 dones de 18 o més anys hi havia 98,6 homes.
La renda mediana per habitatge era de 116.203 $ i la renda mediana per família de 124.852 $. Els homes tenien una renda mediana de 78.563 $ mentre que les dones 46.667 $. La renda per capita de la població era de 53.130 $. Entorn del 2,2% de les famílies i el 2,6% de la població estaven per davall del llindar de pobresa.

## Poblacions properes
El següent diagrama mostra les poblacions més properes.